# Wesmaelius fassnidgei
Wesmaelius fassnidgei är en insektsart som först beskrevs av Killington 1933.  Wesmaelius fassnidgei ingår i släktet Wesmaelius och familjen florsländor. Inga underarter finns listade i Catalogue of Life.